# ستيفن باين
ستيفن باين (بالإنجليزية: Stephen Payne)‏ هو عضو مجموعة ضغط أمريكي، ولد في 8 مايو 1964 في هيوستن في الولايات المتحدة.

## وصلات خارجية
- ستيفن باين على موقع إن إن دي بي (الإنجليزية)